# 모로코의 세계유산

모로코의 세계유산은 세계유산 위원회를 거쳐 유네스코 세계유산에 등재된 모로코의 세계유산을 일컫는다. 모로코는 1975년 10월 28일 유네스코 협약에 비준한 이래, 9건의 문화유산을 보유하고 있다.

## 목록

### 문화유산
| No. | 사진            | 등록명                                  | 소재지                      | 등록년도 | 등록기준          | 유네스코 지정번호 | 비고 |
| 1   |                 | 페스의 메디나                           | 페스메크네스 지방           | 1981년   | (ⅱ), (ⅴ)          | 170               |      |
| 2   | 쿠투비야 모스크 | 마라케시의 메디나                       | 마라케시사피 지방           | 1985년   | (ⅰ), (ⅱ) (ⅳ), (ⅴ) | 331               |      |
| 3   |                 | 아이트벤하두의 크사르                   | 드라타필랄레트 지방         | 1987년   | (ⅳ), (ⅴ)          | 444               |      |
| 4   |                 | 메크네스 역사 도시                      | 페스메크네스 지방           | 1996년   | (ⅳ)               | 793               |      |
| 5   |                 | 볼루빌리스 고고 유적                    | 페스메크네스 지방           | 1997년   | (ⅱ), (ⅲ) (ⅳ), (ⅵ) | 836               |      |
| 6   |                 | 테투안의 메디나 (옛 티타윈)             | 탕헤르테투안알호세이마 지방 | 1997년   | (ⅱ), (ⅳ), (ⅴ)     | 837               |      |
| 7   |                 | 에사우이라의 메디나 (옛 모가드르)       | 마라케시사피 지방           | 2001년   | (ⅱ), (ⅳ)          | 753               |      |
| 8   |                 | 마자간 포르투갈 요새 (엘자디다)         | 카사블랑카세타트 지방       | 2004년   | (ⅱ), (ⅳ)          | 1058              |      |
| 9   |                 | 라바트, 근대 수도와 역사도시 : 공동유산 | 라바트살레케니트라 지방     | 2012년   | (ⅱ), (ⅳ)          | 1401              |      |